# Underberg

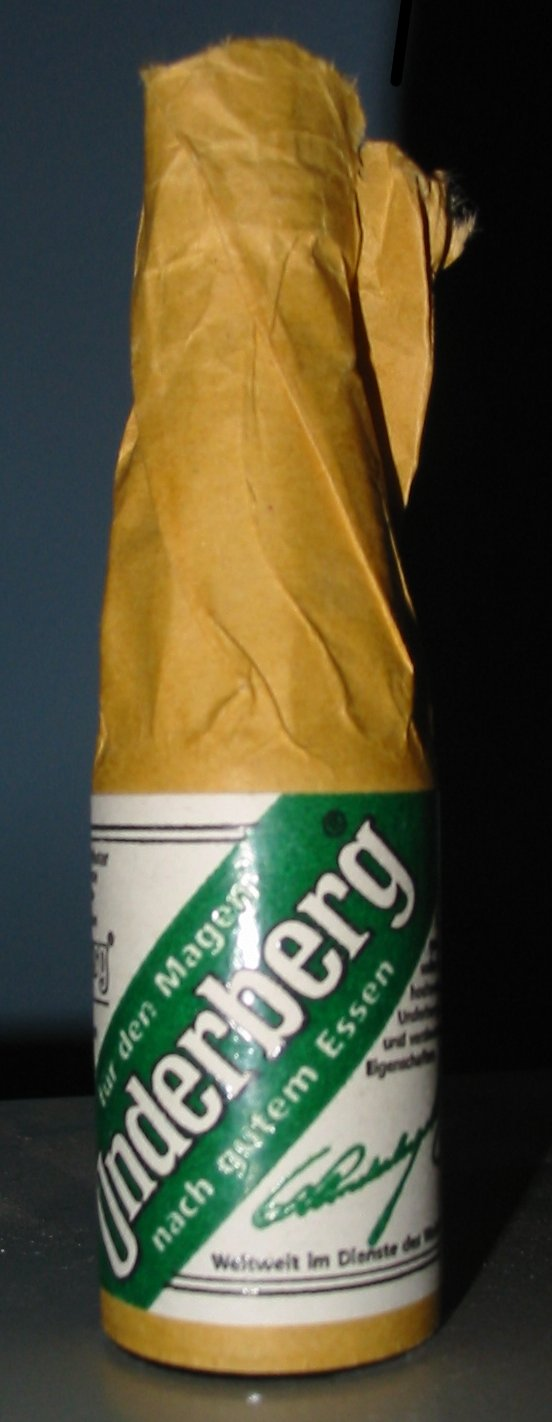
20 ml portieflesje Underberg

Semper idem Underberg AG (Underberg-Gruppe) is een internationale fabrikant van een kruidendigestief en een wijn- en Sekthuis met talrijke deelnemingen in verschillende landen.

## Geschiedenis
Het bedrijf werd op 17 juni 1846 door Hubert Underberg I en zijn echtgenote op hun huwelijksdag in het Rijnlandse stadje Rheinberg opgericht en is tegenwoordig nog steeds in handen van de familie Underberg. Het bekendste product van Underberg is de gelijknamige kruidenbitter. Met het kruidenbitter is Underberg al sinds 1860 in Oostenrijk en Hongarije present. In 1912 werd Underberg tot hofleverancier benoemd.
De onderneming wordt sinds 1982 geleid door Emil Underberg, Christiane Underberg en Hubertine Underberg-Ruder uit de vierde en vijfde generatie van de familie Underberg. Het familiebedrijf is verdeeld in meer dan dertig zelfstandige ondernemingen en op de loonlijst staan meer dan duizend personeelsleden. Het bedrijf had in 2003 een omzet van 500 miljoen euro.
In 1972 nam Underberg de firma Gürtler in Korneuburg over, en verkreeg daarmee het eigendom van Schlumberger (Sekt), eveneens een voormalige hofleverancier.
Sinds 1996 behoort ook Anton Riemerschmid tot Underberg. In 1999 nam Underberg 50% van de aandelen van de in Rüdesheim am Rhein gevestigde wijndistilleerderij Asbach Uralt over; de andere helft was in het bezit van Bols, dat tot Rémy Cointreau behoort. Sinds 2002 is Asbach voor 100% eigendom van Underberg.

## Kruidendigestief
Het kruidendigestief wordt volgens een zorgvuldig geheimgehouden recept uit verschillende kruiden uit 43 landen geproduceerd en bevat 44 % alcohol. De productie moest in 1939 vanwege een tekort aan grondstoffen als gevolg van de Tweede Wereldoorlog worden gestaakt en werd pas in 1949 hervat.
In 1949 werd om de stagnerende afzet van de relatief dure kruidenbitter tegen te gaan door Emil Underberg I het nog steeds gebruikte 20-ml portieflesje geïntroduceerd. Om plagiaat te voorkomen zijn alle bestanddelen zoals de vorm van het flesje, kleuren, etiket en de naam van de firma gedeponeerd als handelsmerk. In de jaren na de introductie van het portieflesje zijn door Underberg al meer dan 1200 gerechtelijke processen gevoerd tegen fabrikanten die plagiaat pleegden.
Het geheime en complexe productieproces geschiedt onder het devies semper idem, Latijn voor steeds gelijk. Alleen Emil Underberg, zijn vrouw en dochter, alsmede drie geestelijken zijn bekend met de geheime samenstelling van het kruidenmengsel. Underberg wordt alvorens het wordt afgevuld in de kleine 20-ml flesjes eerst enkele maanden opgeslagen in grote vaten van Sloveens eikenhout om te rijpen.

## Overige producten
Door Underberg worden ook de volgende producten gefabriceerd of geïmporteerd:
- Amarula
- Asbach Uralt
- Averna
- Drambuie
- Glenfiddich
- Grasovka
- Moskovskaya
- Pitú
- Siroop
- Xuxu